# Tectonophysics
«Тектонофізика» (англ. Tectonophysics) — міжнародний журнал геотектоніки, геології та фізики центру Землі. Це щотижневий  рецензований науковий журнал, видавець — Elsevier. Створений в 1964 році, редактори: М. Лю (англ. M. Liu) (Університет Міссурі), M. K. Savage (Університет Вікторії у Веллінгтоні), F. Storti (Пармський університет), H. Savage (Копенгагенський університет).
Згідно з Journal Citation Reports, журнал у 2010 р. має імпакт-фактор 2,509